# Prunum carneum
Prunum carneum är en snäckart som först beskrevs av Storer 1837.  Prunum carneum ingår i släktet Prunum och familjen Marginellidae. Inga underarter finns listade i Catalogue of Life.